# Mannschaft an Bord
Mannschaft an Bord ist eine Operette in einem Akt des Komponisten Ivan Zajc; für das Libretto zeichnete J. L. Harisch verantwortlich. Die Uraufführung dieses Theaterstücks fand 1863 in Wien satt, die deutsche Erstaufführung erfolgte 1865 in Berlin. 

## Handlung
Ausblick auf den Hafen und der Lagerhalle, die von Piffard bewacht wird. 
Die HMS Gladiator liegt havariert im Hafen. Während der Reparaturarbeiten erhält die Mannschaft Landurlaub, wird aber unter die Aufsicht von Piffard gestellt. Um diesen dafür zu entlohnen, soll ihm die Ehre widerfahren, unter allen Matrosen den fähigsten als neuen Steuermann vorzuschlagen. Durch Zufall erfährt dies die Mannschaft und Otto versucht nun zusammen mit Norbert das Steuermannspatent ihrem gemeinsamen Freund und Kollegen Max zuzuschanzen. 
Inzwischen hat sich Max in Emma, die Tochter des Schulmeisters Profond verliebt. Dieser verweigert seiner Tochter allerdings eine Heirat mit einem einfachen Matrosen. Seine Freunde wollen auch hier helfend eingreifen und bringen Piffard mit Absicht in eine für ihn verfängliche Situation. Seine eifersüchtige Ehefrau Bibiana weiß nicht um die Zusammenhänge und glaubt nun an eine Affäre ihres Ehemannes mit Emma. Als einziger Ausweg – für Piffard – bleibt nun Max. 
Dieser erklärt, gerne Emmas Bräutigam spielen zu wollen, aber man brauche dazu allein der Glaubwürdigkeit wegen doch die offizielle Einwilligung von Emmas Vater. Aber um diese wiederum zu erhalten, benötigt Max nun mal ein Steuermannspatent. Sofort eilt Piffard zum Kapitän der HMS Gladiator und besteht auf Max als neuen Steuermann. Da der Kapitän damit einverstanden ist, kann Piffard die Urkunde Max überreichen und ihm auch als erster dazu gratulieren. Nun bleibt dem Schulmeister nur noch, der Hochzeit seiner Tochter mit Max dem Steuermann zuzustimmen und auch die eifersüchtige Bibiana ist beruhigt.